# Cornelio Adrián César
Cornelio Adrián César, (Haarlem. Holanda 1574 – México 1633) fue un impresor holandés que se mudó a Nueva España hacia finales del siglo XVI, trabajó en varias imprentas durante su estancia en Nueva España, hasta que en 1598 o 1600 fue arrestado por la Santa Inquisición. Posteriormente en 1633 muere. Cornelio figura como uno de los impresores de fines del siglo XVI hasta la tercera década del siglo XVII

## Biografía
Cornelio Adrián César, nació en Haarlem, Holanda, en casa de sus padres, pero durante el parto su madre murió y su padre había muerto seis meses antes  por lo que Cornelio quedó huérfano, fue por esto que la persona que lo crio fue su tía materna Clas Gen Enríquez, quien tiempo después tomó los hábitos de monja. Se dice que Cornelio huyó de su casa a los ocho años para servir de ordenanza a los soldados rebeldes de Flandes, después fue recogido y puesto de aprendiz en la imprenta de Anton Chetel en Haarlem donde estuvo siete años. Era indispensable que supiera leer y escribir, pues una de las tareas de los niños (aparte de barrer, cuidar la estufa en el invierno, y meter en orden los caracteres dispersos, contar pliegos de papel) era leer los manuscritos en voz alta para la corrección de las pruebas, a la medida que fue creciendo le enseñaron más cosas como a hacer arreglos y entintar. Posteriormente a sus quince o dieciséis años, volvió al estado normal de todo aprendiz: la libertad de salir al mundo a buscar a vida. En su caso, por suerte, la fuerza de su carácter o por su habilidad manual se convirtió en tipógrafo de la imprenta de Christope Plantin en la ciudad de Laiden que era una de las mayores imprentas europeas, donde estuvo dos años y medio . En 1595 se trasladó a la Coruña y San Lucár, donde se alistó de condestable de  artillería bajo el mando de Gaspar de Madera, a bordo del San Rafael,  llegando a Nueva España en la flota del conde de Monterrey. Llegó a Veracruz y luego sirvió en el aprovisionamiento de San Agustín en Florida y en La Habana, cuando regresó de Veracruz a México, y ahí inició su carrera
de impresor en el Virreinato. Se dice que al llegar al hospital de San Hipólito estuvo una noche y un hombre le preguntó cuál era su oficio, a lo que Cornelio respondió que era impresor, fue entonces cuando este hombre lo encaminó a la casa de la viuda de Pedro Ochartea.
Es sorprendente como, a diferencia de la situación en Europa para los jóvenes aprendices, consiguió el trabajo demasiado rápido, tal vez fue por la escasez de personal experimentado en las artes de la imprenta. La viuda de Pedro Ochartea, con quien estuvo un año, le daba ciento setenta pesos de salario, de comer, ropa limpia y casa donde vivir, todo esto era como una especie de repetición del taller en vida de Pedro Ocharte, pero los Ocharte no estaban preparados para recibir en seno de su industria familiar a un joven impresor moderno y europeo como lo era Cornelio, pues sabía que los libros eran una actividad cultural y artística, conocimiento que a ellos les faltaba.
Incluso la imprenta que él encontró en México era muy distinta a las que había conocido en Europa, sobre todo en el estado físico, pues aunque de tamaño era similar a la de Antons Ketel, estaba desordenada, todo lleno de polvo y polillas en las vigas del techo, aun con todo esto, la presencia de Cornelio en la imprenta despertó el interés de tres personas.  La primera sería Pedro Balli, pues para él era un impresor joven proveniente de un país enemigo,  y uno de los más industrializados de Europa, lo que convertía a Cornelio en un joven de otra generación y de otro estilo. La segunda persona sería Enrico Martínez quien supo del joven por pláticas en la imprenta de Balli. La tercera persona era fr. Juan Baptista, guardián del Convento franciscano de San Antonio de Padua Texcoco (1595-1597), al otro lado de la laguna de México, un fraile que tenía grandes proyectos bibliográficos de uso eclesiástico, se cree que el fraile al llegar a la imprenta de Balli, para hablar de un proyecto de una serie de libros, la imprenta le dijo que difícilmente mandaría una sucursal a Texcoco, pero que la imprenta de la viuda de Pedro Ocharte tenía un nuevo impresor.
Nada explica por qué dividir la imprenta de los Ocharte, una parte se quedó en la casa que era parte taller, tal vez para que el hijo de Melchor tuviera modo de comenzar su carrera como impresor y tal vez para mandar una dotación a Texcoco con Cornelio para trabajar en coordinación con Juan Baptista, pues era un arrendamiento ventajoso económicamente para la viuda,  o quizá era una manera de separar a los jóvenes.

El acto asombroso fue que el impresor colocara su nombre, “Apud Cornelium Adrianum Cesar” después del de la dueña de la imprenta, “Ex Offina Vidue Petri Ocharte” Podría argumentarse que se puso para alargar la línea y mejorar la composición; es cierto, pero por otro lado sabemos que en el futuro, durante su vida profesional, colocaría su nombre junto al del dueño siempre que se lo permitieran.  Desde sus inicios, de la imprenta mexicana los impresores dueños del taller ponían sus nombres en sus obras , pues era su derecho y su deber, pero nunca se había dado la declaración de independencia tipográfica, eso quiere decir que el hacedor verdadero de la obra tomara su lugar  junto al dueño del taller. Cornelio puso su nombre junto al de la viuda de Ocharte, pero nunca lo puso junto al de Melchor Ocharte, esto no significa que Cornelio no había hecho impresos para el hijo de Pedro Ocharte; significa, más bien, que la relación entre ellos era complicada.

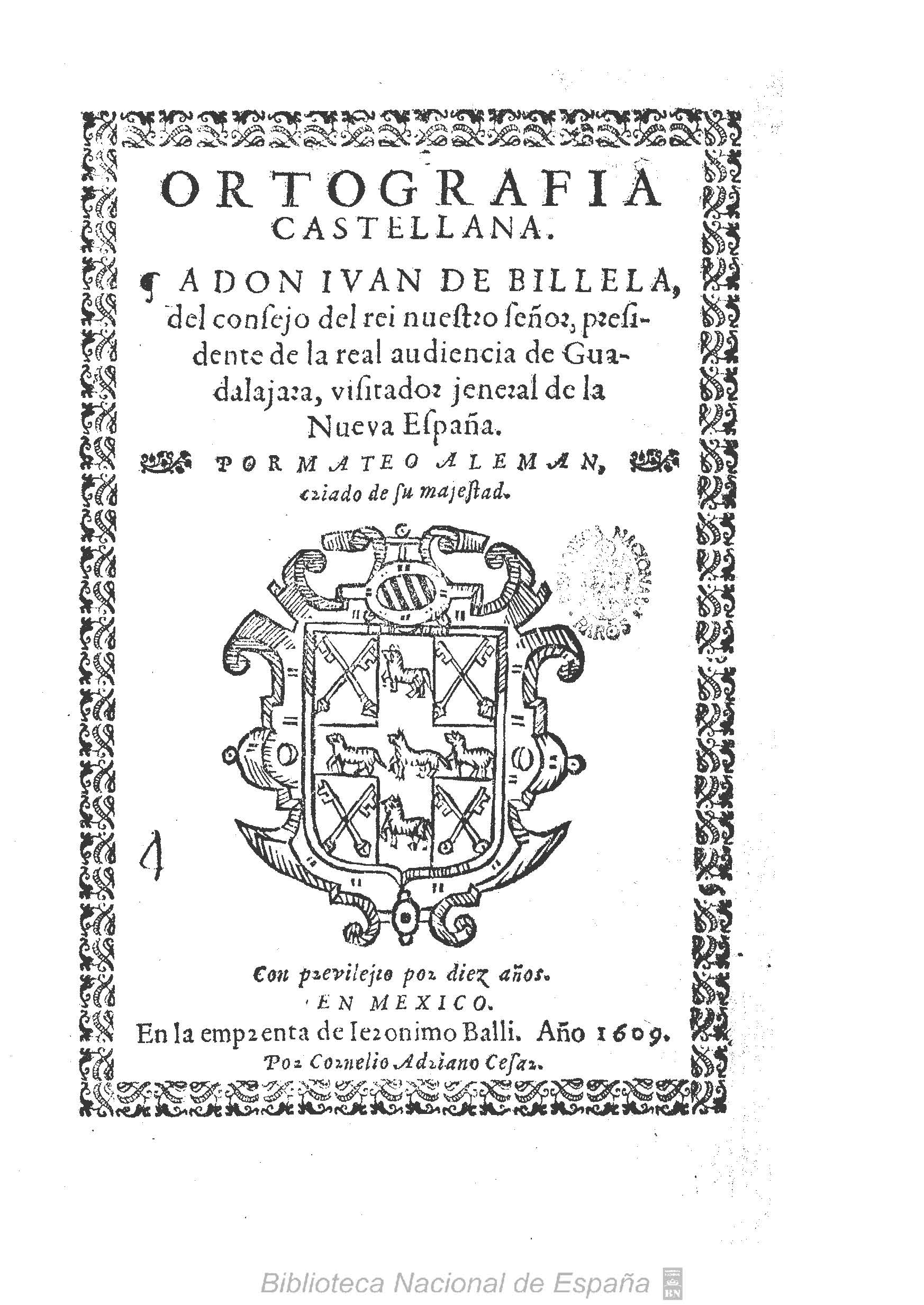

Poco después Enríquez y otras seis personas denunciaron a Cornelio al Santo Oficio de la Inquisición, acusado de ser hereje luterano y haber luchado contra las fuerzas católicas de Francia y Flandes. Puesto que fueron varias acusaciones, fue presentado en flamenco, el 24 de abril de 1598, Enrico Martínez que era flamenco, fue nombrado intérprete  de las acusaciones iniciadas por Pedro de Ambres. Siendo confrontado por las acusaciones, Cornelio confesó los cargos ante el inquisidor Alonso de Peralta, el 9 de junio se abrió el proceso contra Cornelio Adrián César, quien en ese entonces tenía veintiséis años.  La noche del 14 de septiembre de 1598, el alguacil Lorenzo Ugarte de los Ríos, se presentó en la casa de Cornelio, quien fue llevado  preso a las cárceles secretas del Santo Oficio, se secuestraron sus bienes. El 25 de marzo de 1601, fue sentenciado por Peralta a la confiscación de todos sus bienes, abjuración de sus errores, hacer un acto público de fe, debía usar un San Benito, no podía salir de los confines de México y paso casi cuatro años en la cárcel, los dos  primeros en el colegio de Santa Cruz de Tlatelolco, y los últimos en las cárceles secretas del Santo Oficio. El 10 y 12 de abril  los deudores de Cornelio, Juan Fernández Frescus y su exsocio Guillermo Enríquez, levantaron demanda contra sus bienes. Algunos cuentan que de 1600 a 1604 que fue el tiempo en que estuvo preso, no trabajo en ninguna imprenta, pero aparentemente había una imprenta en la cárcel que era dirigida por el guardián del colegio, en la cual Cornelio trabajaba, y justo antes de terminar su sentencia Cornelio pidió al tribunal del Santo Oficio que le concedieran un pago mayor a los cuatro pesos que se le daba. El 22 de mayo de 1604 se dio por cumplida la sentencia inquisitorial y el 30 de abril de 1605 parte de sus bienes confiscados fueron vendidos para cubrir una parte del costo de sus alimentos durante su encarcelamiento. Al salir de la cárcel, volvió a sus actividades como impresor, estuvo como empleado de Diego López Dávalos, pero ninguno de sus trabajos llevaban su nombre.
Por razones que aún no se saben, en 1608 o 1609 entra a trabajar para Jerónimo Balli, con él imprimió por lo menos ocho obras que llevaban su nombre de un modo o de otro: Cornelio Adriano Cesar, Cornelium Adrianum Caesarem. Hasta 1614, hizo veintiocho impresos bajo el sello de la viuda de Pedro Balli con su nombre, C.A. Caesarem, C. Adrianum Caesarum, C. Adriano Caesar, C. A. Cesa. Con la muerte de Diego López en 1611, su viuda, María de Espinosa, tomó la dirección de la imprenta, y nombró cajista al hijo de Enrico Martínez, que era Juan Ruiz. Pero cuando este abrió su propia imprenta en 1613, fue reemplazado por Cornelio, poniendo su nombre al pie de la imprenta de la viuda de Diego López, con quien imprimió alrededor de cinco obras. Hasta 1620 se sabe que trabajo con Juan Blanco de Alcázar, aunque no se tiene su nombre en las carátulas, pero se puede reconocer con su estilo, en el mismo año se saben de dos obras donde su nombre aparece junto al de Diego Garrido, Cornelio César, Adriano César, se cree que ya no volvió a aparecer otra publicación porque Garrido cambio de tipógrafo.
Hasta 1633 salieron de la imprenta cinco hojas de conclusiones académicas, éstas fueron hechas en el taller de Bernardo Calderón.
Además de su larga carrera como impresor, Cornelio Adrián César realizó grandes aportaciones a la bibliografía de la imprenta en Nueva España, al igual que fue el primero en poner su nombre junto al dueño de la imprenta.

## Obras impresas
- • secunda pars calendarii ad usum fratrum minorum pro anno Domini 1598
- • Questio Doctoralis
- • Quaestionem affirmative solvet Garsias de Carvajal Figueroa iuris Canonici Doctor
- • Cartilla de la doctrina cristiana en lengua matlatzinga compuesta por el Pe. Fray Frco. De Vergara
- • Libro de la miseria y brevedad de la vida del hombre: y de sus quatro postrimeria, en lengua Mexicana
- • Indulgenitae ac peccatorum remissiones, a summis Pontificibus regularibus
- • Vida y milagros del bien-aventurado Sanct Antonio de Padua
- • Ortografia castellana
- • Vida del Padre Maestro Ignacio de Loyola, fundador de la Compañía de Jesus
- • Kalendarium Officii Divini quotidie recitando, ab anno 1610
- • Sucesos de las Islas Filipinas
- • Gravissimo Senatori Antonio Rodriguez haec pro licenciaturae laurea
- • Relectio theologica positiva super lucum D. Pauli ad Hebraeos quinto
- • Relectio Theologica ad Licentiaturae lauream
- • Questiones Theologicae, quod libeticae
- • Doctrina cristiana en lengua maya
- • Teorema pro Doctorali in Philosophia suscipienda insua discutiendam
- • Relectio Theologica pro Licentiaturae in Sacra Theologia
- • Quaestiones Quadlibeticae pro licentiaturae in sacra Theologia
- • Pro Magisterii Lauro in Sacra Theologia